# Concerto pour violoncelle no 1 de Saint-Saëns
Pour les articles homonymes, voir Concerto pour violoncelle (homonymie).
Le Concerto pour violoncelle en la mineur, opus 33, est le premier des deux concertos qu'a écrit Camille Saint-Saëns pour cet instrument. Il date de 1872. Il a été créé à Paris le 19 janvier 1873, avec au violoncelle, Auguste Tolbecque à qui l’œuvre a été dédiée, accompagné de l'Orchestre de la Société des concerts du Conservatoire.

## Structure
Ce concerto, assez bref, est bâti en un seul mouvement et trois parties, et réutilise, dans la dernière, le thème giratoire du départ.
Il n'y a pas d'introduction de l'orchestre, comme il est normalement de coutume pour les concertos. Le violoncelle fait irruption avec un thème en tourbillon que l'orchestre reprend vite à son compte.
Le second thème cantabile fait contraste. Cette introduction définit la spécificité du violoncelle, avec d'abord son autorité d'instrument pour virtuose et par la forte sollicitation des doigts.
Les trois parties sont :
1. Allegro non troppo ;
2. Allegro con moto ;
3. Molto allegro.

L'exécution dure 18 à 19 minutes en moyenne.

## Discographie sélective
- Msistlav Rostropovitch, violoncelle, Philharmonia Orchestra, dir. Sir Malcom Sargent. Enregistrement His Master Voice 1956, report SACD Praga digitals 2013 Diapason d'or
- André Navarra, violoncelle, Orchestre de l'Association des Concerts Lamoureux, dir. Charles Munch, CD Erato, 1965.
- Christine Walevska, violoncelle, Orchestre National de l'Opéra de Monte-Carlo, dir. Eliahu Inbal, LP Philips, 1974 (rééd. CD Decca, 2016).
- Ingus Naruns, violoncelle, The London Philharmonic Orchestra, dir. Harry John Brown. Kaibala records 1978.
- Mstislaw Rostropovitch, violoncelle, London Philharmonic Orchestra, dir. Carlo Maria Giulini, CD EMI, 1978.
- Matt Haimovitz, violoncelle, Chicago Symphony Orchestra, dir. James Levine, CD DG, 1989.
- Torleif Thedéen, violoncelle, Tapiola Sinfonietta, dir.Jean-Jacques Kantorow, CD BIS Records, 1998.
- Pieter Wispelwey, violoncelle, Die Deutsche Kammerphilharmonie Bremen, dir. Daniel Sepec. SACD Channel Classic 2001.
- Piovano Luigi, violoncelle, Orchestra del Teatro Marrucino, dir. Piero Belugi, (Intégrale de l’œuvre pour violoncelle), 2 CD Eloquens 2011.
- Truls Mørk, violoncelle, Orchestre philharmonique de Bergen, dir. Neeme Järvi (avec le Concerto n°2). SACD Chandos Records, 2016.